# Les Grands Montets
Pour les articles homonymes, voir Grands Montets.
Les Grands Montets sont une station de sports d'hiver de France située en Haute-Savoie, dans la vallée de Chamonix. Les remontées mécaniques et les pistes de ski se trouvent sur la montagne de Lognan qui domine le village d'Argentière, sous l'aiguille des Grands Montets qui a donné le nom à la station, face aux aiguilles Rouges, entre le glacier d'Argentière à l'est et la Mer de Glace au sud-ouest.

## Équipements

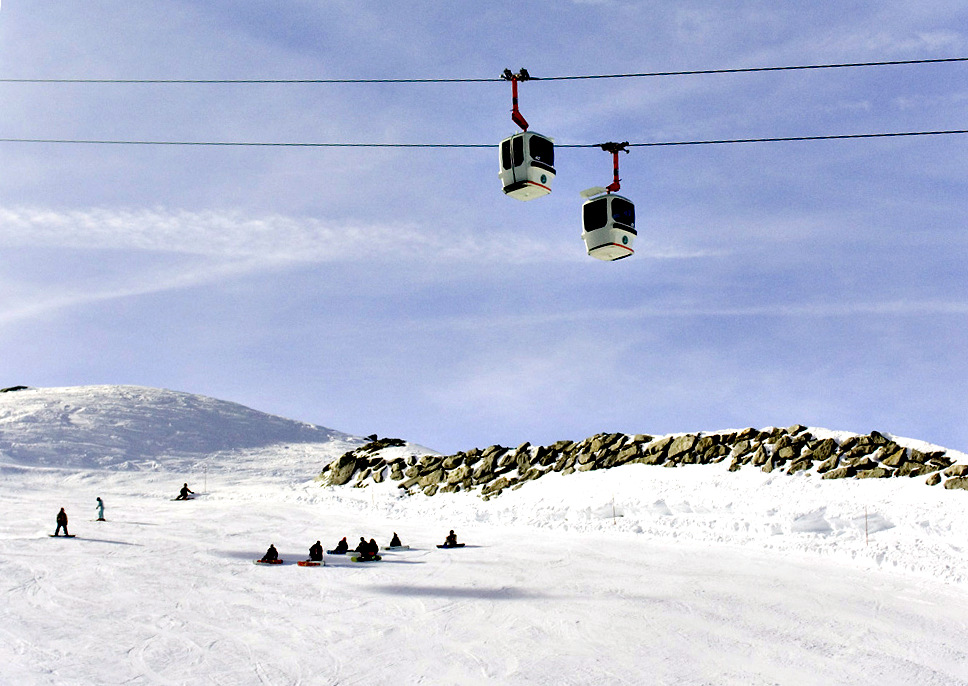
Skieurs et télécabine aux Grands Montets.

## Histoire
La station de ski est ouverte en 1964 grâce à la mise en service l'année précédente du téléphérique des Grands Montets reliant la montagne de Lognan au sommet de l'aiguille des Grands Montets,. Très vite la montagne se couvre de remontées mécaniques jusqu'à proposer du ski d'été sur les glaciers autour de l'aiguille des Grands Montets. Il est alors possible d'y skier jusqu'en septembre les années avec un bon enneigement.
En septembre 2018, la gare d'arrivée du téléphérique des Grands Montets est détruite par un incendie,. Les dégâts sont tels qu'il est décidé de la reconstruction complète des deux tronçons du téléphérique dont l'ouverture est annoncée pour décembre 2025,.